# Louisa von Spies
Louisa von Spies (* 15. September 1983 in Münster) ist eine deutsche Schauspielerin.

## Leben

### Herkunft und Ausbildung
Louisa von Spies wurde 1983 als eines von vier Kindern geboren und wuchs im Münsterland auf. 2003 machte sie dort Abitur.
Im Anschluss studierte sie von 2004 bis 2008 darstellende Kunst am Max Reinhardt Seminar in Wien.

### Theater
Gegen Ende des Studiums in Wien wurde sie am Staatstheater Braunschweig engagiert. Es folgten sieben Jahre Festengagement an den Staatstheatern Braunschweig und Nürnberg. Sie gab Gastspiele, unter anderem in Baden-Baden, Bremen, München, bei den Ruhrfestspielen Recklinghausen und am Nationaltheater Peking. Mit Polly Peachum aus der Dreigroschenoper von Brecht gastierte sie 2018/19 am Staatstheater Darmstadt. Ab März 2023 gastierte sie erneut am Staatstheater Darmstadt.

### Film und Fernsehen
Von 2015 bis 2017 war sie in der Krimireihe Mord in bester Gesellschaft als Kommissarsanwärterin Nina Wagner zu sehen. Von Juli 2016 (Folge 2492) bis August 2017 (Folge 2748) war sie in der ARD-Telenovela Sturm der Liebe als intrigante Desirée Bramigk in Funktion der Antagonistin der 12. Staffel zu sehen. Danach war sie mehrfach in dieser Rolle bei Sturm der Liebe zu Gast. 2020 übernahm sie eine Gastrolle in der ZDF-Krimireihe Der Staatsanwalt.

### Privates
Louisa von Spies ist Mutter von zwei Kindern.

## Filmografie
- 2011: Fahrt ins Unglück
- 2011: Aufstieg und Fall der Familie B.
- 2012: Bullenalarm
- 2012: Die Liebe in mir
- 2014: Applaus
- 2015–2017: Mord in bester Gesellschaft (Fernsehreihe, 3 Folgen)
  - 2015: Die Täuschung
  - 2015: Bitteres Erbe
  - 2017: Winters letzter Fall
- 2016–2017, 2018, 2019: Sturm der Liebe (Fernsehserie, 296 Folgen)
- 2020: Der Staatsanwalt (Fernsehserie, 1 Folge)
- 2024: Die Rosenheim-Cops (Fernsehserie, 1 Folge)